# Platysenta funerea
Platysenta funerea är en fjärilsart som beskrevs av William Schaus 1911. Platysenta funerea ingår i släktet Platysenta och familjen nattflyn. Inga underarter finns listade i Catalogue of Life.